# Didymascus
Didymascus — рід грибів. Назва вперше опублікована 1896 року.

## Класифікація
До роду Didymascus відносять 2 види:
- Didymascus kitmanoffii
- Didymascus metkinoffi